# Кватро формађи
Кватро формађи (итал.  — „пица са четири врсте сира”) је врста пице у италијанској кухињи која садржи комбинацију четири врсте сира, обично отопљених заједно, са (rossa, црвени) или без (bianca, бели) сосом од парадајза. Ова врста пице је популарна широм света, укључујући Италију, и један је од култних врста пице у многинм пицеријама.

## Историја
Традиционално, сиреви који се користе укључују моцарелу, као основну компоненту, која одржава влажност током кувања, делимично штитећи остале сиреве од јаке топлоте рерне. Горгонзола је скоро увек присутна и комплетан дуо се састоји од других локалних сирева, у зависности од региона, са фонтином и пармезаном као типичним допунама, али друге варијанте укључују пекорино, рикоту, страћино, робиолу, талеђио, димљени проволоне или качкаваљ. Поред моцареле, ове врсте пице настале у масовној производњи често користе пармезан, романо сир, асијаго и друге сиреве у италијанском стилу, иако неке користе неиталијанске сиреве као што су едам, ементал и плави сир. Одабир сирева није случајан, требало би да буду пуномасни или полумасни и да имају различите укусе. Поред моцареле, пица четири врсте сира обично комбинује плави или зрели сир, меки сир (као што је ементал или гријер) или кремасти сир (као што је робиола или страчино) и тврди сир (пармезан или пекорино, рендани).
За разлику од других пица, попут наполитанске или маргерите, које имају стару, богату и документовану историју, четири врсте сира, упркос популарности, има мање јасно порекло, свакако због тога што су састојци који се користе потпуно јасни. Верује се да потиче из региона Лација почетком 18. века. Мање очигледне и новије верзије, попут кватро лати пице, могу се насупрот томе пратити кроз истору гастрономије.